# يوهان سباستيان باخ (رسام)
يوهان سباستيان باخ (بالألمانية: Johann Sebastian Bach)‏ هو رسام ألماني، ولد في 26 سبتمبر 1748 في برلين في ألمانيا، وتوفي في 11 سبتمبر 1778 في روما في إيطاليا. وهو حفيد الملحن الألماني صاحب نفس الاسم.